# Fitch Ratings
 (транскр.  Фич рејтингс) америчка је агенција за кредитни рејтинг са седиштима у Њујорку и Лондону. Сматра се једном од три велике агенције за кредитни рејтинг, уз Moody's Ratings и S&P Global Ratings.